# لیکویی هل
لیکویی هل (نام علمی: Pomatostomus halli) نام یک گونه از تیره لیکویان استرالزی است.